# Jaki Byard
Jaki Byard (Worcester, 15 giugno 1922 – New York, 11 febbraio 1999) è stato un pianista, sassofonista, compositore jazz statunitense.

## Biografia
Jaki Byard (al secolo John Arthur Byard, Jr.) nasce il 15 giugno 1922 a Worcester, nello stato del Massachusetts. All'epoca la città ospitava un discreto fermento musicale (è tuttora sede del più antico festival musicale statunitense) e Byard nasce in una famiglia fortemente dedita alla pratica strumentistica: suo padre era un trombonista in diverse marching band a cavallo tra il XIX e XX secolo, mentre la madre suonava il pianoforte per la African Methodist Episcopal Zion Church. In più la nonna materna suonava professionalmente il pianoforte musicando i film muti: fu proprio su questo strumento che il giovane Byard iniziò a scoprire la materia musicale all'età di 8 anni, quando iniziò col prendere lezioni da una insegnante, tal Grace Johnson.
Negli anni affianca allo studio del pianoforte altri strumenti e riesce ad ottenere discreti risultati con tromba, contrabbasso, batteria, sassofono (con una predilezione per il contralto) e vibrafono.
All'età di 16 anni, ottiene il suo primo piccolo ingaggio, nella città natale di Worcester. Questo avviene grazie a Howie Jefferson, un tenor sassofonista di otto anni più grande di Byard che nel 1938 fonda il "Saxtrum Club" insieme a sei altri musicisti di Worcester: Bar- ney Price, Dick Murray, Ralph Briscott, Ed Shamgochian, Harold Black e lo stesso Byard anche se in maniera minore.
Nel 1941, Byard si trasferisce da Worcester a Boston, ma subito dopo arriva la chiamata alle armi. Durante il servizio militare ha la possibilità di conoscere il batterista Kenny Clarke e il pianista Ernie Washington, che lo convincono a prestare servizio nella banda militare. La banda non aveva bisogno di un pianista e quindi Byard impara, oltre agli altri strumenti, anche il trombone. Insieme a lui Earl Bostic, con cui formerà un forte sodalizio musicale.
Dopo la breve permanenza nell'esercito, infatti, Byard torna a Boston dove lavora insieme allo stesso Bostic con cui abbiamo forse la prima testimonianza discografica del pianista, contenuta in “Earl Blows a Fuse” della Charly Records e in maniera più dettagliata in “The Earl Bostic Story” edita da Proper Records, che si tratta di una raccolta di diverse sedute di registrazione.
Nel frattempo continua a studiare musica da autodidatta: egli stesso afferma di aver studiato molta musica classica, soprattutto del ‘900, citando autori come Debussy e Stravinskij. Per quanto riguarda il jazz si concentra sullo stile di due dei suoi pianisti preferiti: Bud Powell e Erroll Garner.
A cavallo tra gli anni '40 e i '50 Byard è uno dei pianisti più richiesti a Boston. In questo periodo frequenta anche il giovane Sam Rivers e il violinista Ray Nance.
Nel frattempo inizia anche un'altra attività che lo accompagnerà per il resto della sua carriera: l'insegnamento. Byard sarà così influente a livello didattico sui musicisti della sua zona che Herb Pomeroy dirà: "Jaki was the force behind younger musicians in Boston learning about the changes in music."
Con Pomeroy realizza la prima incisione di cui abbiamo notizia: Boston Days di Charlie Mariano, dove Byard suona con lo stesso Mariano al sax alto, Pomeroy alla Tromba e una sezione ritmica relativamente poco conosciuta.
Tra il 1952 e il 1955 si stabilisce con la big band dello stesso Herb Pomeroy, ma non in qualità di pianista, bensì di sassofonista (tenore, per la precisione). Oltre a questo ruolo gli spetta anche quello di compositore/arrangiatore, altra attività che non abbandonerà mai più per il resto della sua carriera.
Dopo un paio di anni con la big band e un disco (Herb Pomeroy Orchestra - Life is a Many Splendored Gig) inciso, ritorna al piano solo e nel 1958 registra il suo primo album da solista: Blues for Smoke.
Nel 1959 si sposta a New York dove occupa il posto di pianista nell'orchestra di Maynard Ferguson, precisamente dal 1959 al 1961.
Arrivato all'età di quasi quarant'anni gli viene proposto un contratto con la Prestige la quale lo ingaggia in molteplici e diverse sedute di registrazione e che permettono al Byard compositore di far incidere alcuni suoi brani.
Durante questo periodo quindi collabora con alcuni dei solisti più celebrati degli anni '60: Byard occupa un ruolo fondamentale nel cuore delle sperimentazioni più riuscite dell'epoca, ed è legato indissolubilmente alla figura e ai lavori più affascinanti di un gigante come Eric Dolphy. Suo è il piano in capolavori come “Outward Bound!” e “Far Cry”.
Con la Prestige registra in qualità di sideman una quantità davvero elevata di dischi e soprattutto dà vita a una delle più celebrate sezioni ritmiche degli anni '60: Jaki Byard (piano) Richard Davis (contrabbasso) e Alan Dawson (batteria).
Questo trio fa da ritmica a diversi solisti: tra gli altri, Phil Woods, Don Ellis, Roland Kirk, il giovane Eric Kloss e Booker Ervin. Con quest'ultimo realizza una serie di dischi storici come “Freedom Book” e “Space Book”.
Sempre per la Prestige realizza anche una serie di album da solista tra cui “Here's Jaki” in trio con Ron Carter e Roy Haynes.
Dopo anni di oscuro professionismo accanto a Charlie Mariano, Herb Pomeroy e Maynard Ferguson, nel 1960 incontra Charles Mingus, con il quale realizza The black saint and the sinner lady(1963), e Eric Dolphy (Far cry).
Segue la fruttifera collaborazione con Roland Kirk (Rip, rig and panic), Don Ellis e altri.
Negli anni ottanta la Soul Note lo fa incidere in duo pianistico con Ran Blake (Improvisation), con un'orchestra di suoi allievi (Phantasies 1 & 2) e in quartetto col mingusiano Ricky Ford.
Insigne didatta, ha influenzato tra gli altri i talentuosi D.D. Jackson e Jason Moran. Muore ucciso in casa sua da una pallottola vagante.